# Obârșia de Câmp
Obârșia de Câmp è un comune della Romania di 2020 abitanti, ubicato nel distretto di Mehedinți, nella regione storica dell'Oltenia. 
Il comune è formato dall'unione di 2 villaggi: Izimșa e Obârșia de Câmp.